# Linnaemya rohdendorfi
Linnaemya rohdendorfi là một loài ruồi trong họ Tachinidae.